# آنیدا (کنتاکی)
آنیدا (به انگلیسی: Oneida) یک منطقهٔ مسکونی در ایالات متحده آمریکا است که در شهرستان کلی، کنتاکی واقع شده‌است. آنیدا ۴۱۰ نفر جمعیت دارد و ۲۳۷٫۱۴ متر بالاتر از سطح دریا واقع شده‌است.